# Biblioteca Nacional de Suiza
La Biblioteca Nacional de Suiza (en alemán, Schweizerische Nationalbibliothek, en italiano, Biblioteca nazionale svizzera, en francés, Bibliothèque nationale suisse), establecida en la capital, Berna, es parte de la Oficina Federal de Cultura, y bajo los términos legales establecidos está encargada de la recolección, conservación y divulgación, en cualquier medio y en todos los campos y disciplinas, de toda la información referida al país helvético. Fue fundada en 1894, e inició su andadura al año siguiente. La intención que guía la institución es reflejar la variedad cultural de la nación y proteger el patrimonio bibliográfico suizo. Almacena unos 5 millones de documentos, destacando la colección Helvetica, que trata de todas las publicaciones de Suiza, o vinculadas con la cultura del país.